# Glas Šokadije
Glas Šokadije je bio glasilo Kulturno-prosvjetne zajednice Hrvata Šokadija iz Sonte.

## Povijest
Izdavači su ga najavili kao tromjesečnik. Prvi je broj izašao prosinca 2007. u nakladi NIU Hrvatska riječ iz Subotice. Izašao je ilustriran u formatu od 30 cm. UDK 364(497.11), ISSN 1820-6263. Glavni i odgovorni urednik bio je Ivan Andrašić. List je donio informacije o djelatnosti KPDH Šokadija.
Nije nastavio izlaziti zbog nedostatka sredstava.
12. studenoga 2008. održana je sjednica Organizacijskog odbora projekta Tragovima Šokaca od Gradovrha do Bača 1688. – 2008. Odbornici su odlučili kontaktirati s direktorom NIU Hrvatska riječ radi izlaženja izvanrednog broja Glasa Šokadije. Bio bi to tematski broj. Predstavnici svih društava složili su se da bi trebalo pokrenuti Glas Šokadije s tromjesečnim izlaženjem.

## Vanjske poveznice
- (eng.) Refworld Third Report Submitted By Serbia Pursuant To Article 25, Paragraph 2 Of The Framework Convention For The Protection Of The National Minorities, Strasbourg, 14 March 2013 ACFC/SR/III(2013)001 (pdf)
- (srp.) CHDR  Arhivirana inačica izvorne stranice od 6. prosinca 2017. (Wayback Machine) Ljubica Đorđević: Pravni položaj hrvatske nacionalne manjine u Srbiji
- (srp.) Kancelarija za ljudska i manjinska prava Republike Srbije  Arhivirana inačica izvorne stranice od 6. prosinca 2017. (Wayback Machine) Treći izveštaj o sprovođenju okvirne konvencije